# Caicos del Oeste
West Caicos (también conocido en castellano como Caicos Occidental o Caicos del Oeste) es una isla en las Islas Turcas y Caicos. Caicos Occidental tiene una superficie de 11 millas cuadradas (28 km²), y ha estado deshabitada durante más de un siglo. En la isla se encuentra la reserva natural protegida del Lago Catalina, de 500 acres (2 km ²) de extensión, donde viven flamencos, ballenas jorobadas, manta rayas, tortugas marinas y otras especies silvestres autóctonas.
En la década de 1890, Caicos Occidental tuvo plantaciones de sisal, que fueron uno de los principales cultivos de las islas Turcas y Caicos. En la isla se conservan las ruinas de Yankee Town (Ciudad del Yankee), que fue el centro de la industria de la isla. Todavía quedan allí restos de un ferrocarril.
Se han realizado al menos dos intentos de adquirir la totalidad de la isla. La primera vez, por parte del dictador dominicano Rafael Leónidas Trujillo, cuya intención era utilizarla como escondite. Sin embargo, fue asesinado antes de que la compra se concretara. En 1972, una empresa petrolera trató de adquirir la isla para construir una refinería, y construyó una pista de aterrizaje. El acuerdo finalmente no se materializó, pero la pista de aterrizaje existe hasta el día de hoy.
Un nuevo esfuerzo parece estar en curso para construir en la isla un resort, que sería establecido como el «West Caicos Reserve». Este complejo hotelero se dirigiría, en principio, a personas de alto patrimonio neto. Estaba prevista la apertura de esta comunidad para mediados de 2008. Sin embargo, debido a la caída de Lehman Brothers (que eran los que financiaban el proyecto), todos los trabajos de construcción se detuvieron en septiembre de 2008.
En 2022 se supo que Decimus Real Estate, una empresa con sede en el Reino Unido, estaba reviviendo el proyecto turístico de alto nivel, ahora llamado simplemente "West". Las carteras de inversión de los multimillonarios rusos Román Abramóvich y Aleksandr Frolov están vinculadas a Decimus, lo que genera cierta incertidumbre sobre si el proyecto continuará adelante, ya que Abramovich está bajo sanciones internacionales
La Cueva Marina de West Caicos cae a más de 7000 pies, en cuyas profundidades viven diferentes criaturas marinas, desde los rayos de águila hasta las ballenas jorobadas.